# Castro Verde (Espanha)

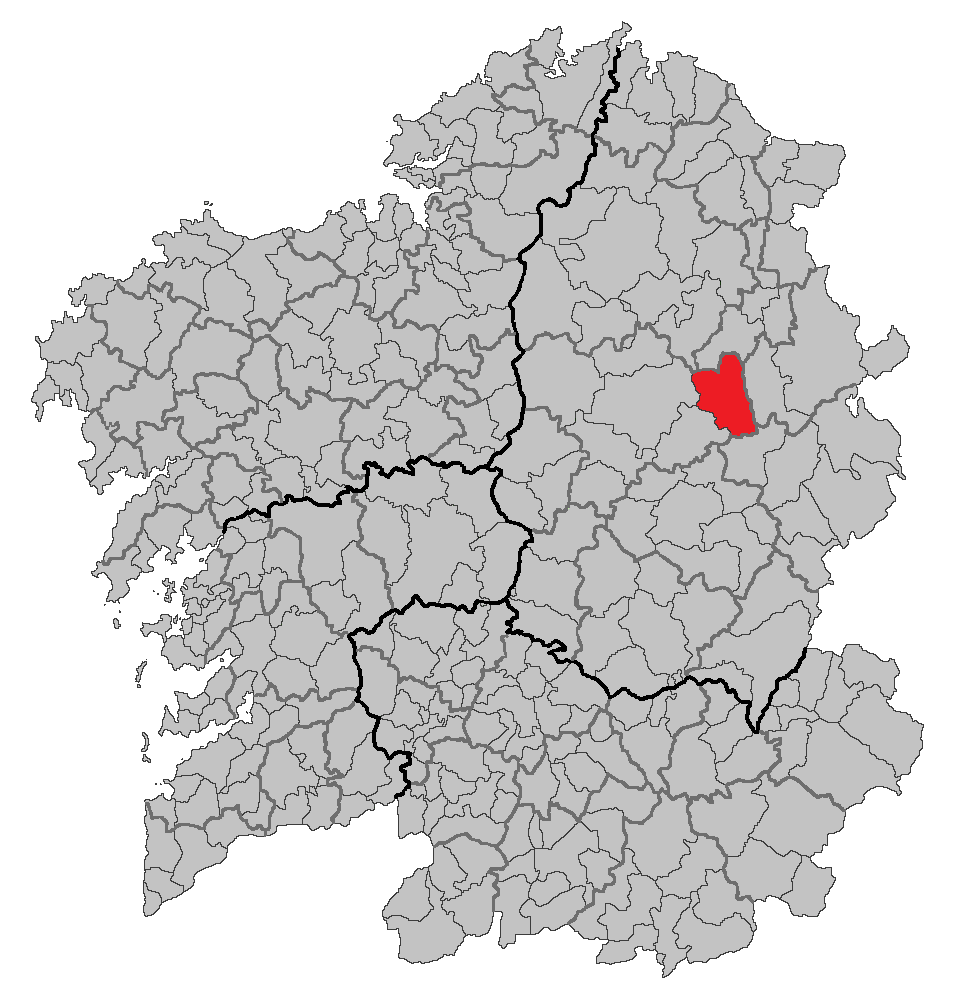
Localização de Castro Verde

Castro Verde (em galego, Castroverde) é um município da Espanha na província de Lugo, comunidade autónoma da Galiza, de área 174,2 km² com população de 3148 habitantes (2007) e densidade populacional de 18,79 hab/km².

## Demografia
| Variação demográfica do município entre 1991 e 2004 | Variação demográfica do município entre 1991 e 2004 | Variação demográfica do município entre 1991 e 2004 | Variação demográfica do município entre 1991 e 2004 |
| --------------------------------------------------- | --------------------------------------------------- | --------------------------------------------------- | --------------------------------------------------- |
| 1991                                                | 1996                                                | 2001                                                | 2004                                                |
| 3945                                                | 3650                                                | 3378                                                | 3286                                                |

## Património edificado
- Castelo de Castroverde